# Lightning Peak
Lightning Peak är en bergstopp i Kanada.   Den ligger i provinsen British Columbia, i den södra delen av landet, 3 200 km väster om huvudstaden Ottawa. Toppen på Lightning Peak är 2 139 meter över havet, eller 159 meter över den omgivande terrängen. Bredden vid basen är 4,5 km.
Terrängen runt Lightning Peak är huvudsakligen kuperad. Runt Lightning Peak är det mycket glesbefolkat, med 2 invånare per kvadratkilometer.. Det finns inga samhällen i närheten.
I omgivningarna runt Lightning Peak växer i huvudsak barrskog.